# Ana de nadie
Ana de nadie è una telenovela colombiana trasmessa su RCN Televisión dal 1 marzo al 25 luglio 2023. È basato sulla telenovela del 1993 Señora Isabel, creata da Bernardo Romero Pereiro e Mónica Agudelo.

## Trama
Ana Ocampo, che ha appena compiuto 50 anni, scopre che suo marito, Horacio Valenzuela, le è stato infedele per 2 anni. Dopo 25 anni di matrimonio, Ana cerca di salvare il suo matrimonio, ma si rende conto che non si può tornare indietro e decide di divorziare. Questa realtà inaspettata e dolorosa la porta a mettere in discussione se stessa come moglie, madre, figlia e sorella.
Quando Horacio capisce che l'abbandono è stato un errore, tenta di tornare, ma ritrova un'Ana diversa, determinata a darsi una possibilità d'amore e ritrovare la felicità con Joaquín Cortés, un uomo di 15 anni più giovane di lei.

## Personaggi
- Ana Ocampo Franco de Valenzuela, interpretata da Paola Turbay
- Joaquín Cortés, interpretato da Sebastián Carvajal
- Horacio Valenzuela, interpretato da Jorge Enrique Abello
- Adelaida Gómez, interpretata da Laura Archbold
- Magdalena Zea, interpretata da Camila Zárate
- Dolores Isabel Franco Viuda de Ocampo, interpretata da Judy Henríquez
- Pedro Valenzuela Ocampo, interpretato da Carlos Báez
- Florencia Valenzuela Ocampo, interpretata da Ilenia Antonini
- Emma Valenzuela Ocampo, interpretata da Rami Herrera
- Genoveva Barbosa, interpretata da Adriana Romero
- Violeta Dávila Prada, interpretata da Adriana Arango
- Benjamín Lemus, interpretato da Lucho Velasco
- Luciano Ucross, interpretata da Andrés Toro
- Oriana Castro / Oriana Ucross Dávila, interpretata da Diana Wiswell
- Samuel, interpretato da Carlos Quintero
- Arturo Sampedro, interpretato da Gerardo Calero
- Teo Cortés Zea, interpretato da Samuel Montalvo
- Úrsula Rojas, interpretata da Carmen Rosa Franco
- Ximena Rojas, interpretata da Laura Hernández
- Zulma Rojas, interpretata da Ana María Pérez
- Enrique "Quique" Ramos, interpretato da Jonathan Bedoya
- Katy Matallana, interpretata da Luna Valbuena
- Alejandro, interpretato da Raúl Ocampo
- Lorenzo Arias, interpretato da Pedro Falla
- Mona Agudelo, interpretata da Elizabeth Minotta
- Camila Ocampo Franco, interpretata da Carolina Cuervo
- Roberto, interpretato da Patrick Delmas
- Sofia Vargas, interpretata da Morella Zuleta

## Puntate
| Stagione       | Puntate | Prima TV Colombia |
| -------------- | ------- | ----------------- |
| Prima stagione | 94      | 2023              |

Episodi di Ana de nadie
1. Algo se fractura en el corazón de Ana
2. Entre la espada y la pared
3. Un día de momentos sorpresa
4. Adelaida sufre una gran decepción
5. El paseo de la familia Valenzuela
6. Un asunto de familia
7. Adelaida en medio de los hombres Valenzuela
8. Ximena descubrió algo importante
9. Un matrimonio al borde del abismo
10. Una herida que se destapó
11. No hay cura para un corazón roto
12. Reconciliación a la vista
13. Adelaida sigue acechando la vida de Horacio
14. Ana se encuentra en duda
15. Un héroe desdibujado
16. Se acerca un inesperado encuentro
17. Como el agua y el aceite
18. Humillación en público
19. Existe la cura para el mal de amores
20. No hay vuelta atrás
21. Sin medir las consecuencias
22. No digas mentiras, Horacio
23. Existen las segundas oportunidades
24. No se puede recuperar el tiempo perdido
25. Las oportunidades se sobornan
26. El efecto Joaquín Cortés
27. El que es, no deja de ser
28. Los instintos del corazón
29. Jaque mate
30. Joaquín es la nueva moda
31. Los dramas del amor
32. Vivir sin dar explicaciones
33. Las mieles del amor
34. Los líos de la familia Valenzuela Ocampo
35. El amor duele
36. Cuando se acabe la indignación
37. Asumir nuevos retos
38. En las buenas, en las malas
39. Las artimañas de Horacio
40. Líos de amigas
41. Los espacios dan un respiro
42. Es hora de vivir plenamente
43. Decisiones que cambian la vida
44. Joaquín está contra la espada y la pared
45. Los problemas llegan a la puerta de Horacio
46. En juego largo, hay desquite
47. Joaquín no logra la tranquilidad
48. En la guerra y en el amor, todo se vale
49. Ana supera sus miedos en busca de libertad
50. Bienvenidas las nuevas oportunidades
51. El respeto se gana con hechos
52. Los triunfos merecen celebrarse
53. Las decisiones de vida son difíciles de tomar
54. Horacio es destronado por Joaquín
55. Es mejor pensar con cabeza fría
56. La mala influencia tiene sus límites
57. Ayudar fortalece el alma
58. Es tiempo de ser un padre responsable
59. Las nuevas batallas de Ana
60. La verdad llega tarde, pero llega
61. Ana asume problemas que no son suyos
62. Las malas noticias son las primeras que llegan
63. Problemas en el paraíso
64. La duda empieza a nacer
65. La mentira tiene muchas caras
66. Se quiebra el castillo de cristal
67. La desconfianza duele
68. Armando las piezas del rompecabezas
69. Ante la intriga, la cabeza da muchas vueltas
70. Se cae el cuento de hadas de Adelaida
71. El corazón no aguanta tanto
72. Viviendo el duelo de la pérdida
73. Florencia enfrenta su realidad
74. Hay marcas que el corazón no borra
75. Quitando la venda de los ojos
76. Pensamientos que llegan a confundir
77. La cobardía no deja lucir la verdad
78. Es mejor enfrentar la verdad
79. La soberbia de Horacio
80. Nunca es tarde para pedir perdón
81. Ana lidia con los problemas de los demás
82. Buscando libertad y paz
83. La mala suerte acompaña a Joaquín
84. Las mentiras caen por su propio peso
85. Después de la tormenta, llega la calma
86. Horacio vive su peor momento
87. En medio de la soledad, Horacio paga su orgullo
88. Los cambios siempre son bienvenidos
89. Horacio aprende a valorar a su familia
90. Llega el comienzo de una nueva historia
91. La fragilidad de la vida es evidente
92. La encrucijada de Joaquín
93. Los para siempre se buscan
94. La felicidad no tiene un final